# 롱 러브레터~표류교실~
《롱 러브레터~표류교실》(일본어: ロング・ラブレター〜漂流教室)은 일본 "주간소년 선데이"에서 1972년부터 1974년까지 연재되었던 우메즈 카즈오의 걸작 만화 《표류교실》을 원작으로 한 일본의 텔레비전 드라마이다. 원작은 초등학교를 배경으로 한 것에 비해 드라마는 설정 자체를 초등학교에서 고등학교로 옮겨 과거 교사였던 유카와 젊은 수학교사 야키오의 러브 스토리를 축으로 생명예찬과 함께 학생들의 우정을 그린 작품이다.
후지 TV에서 2002년 1월 9일부터 3월 20일까지 11부작으로 방송되었다.

## 개요
가나가와현 요코하마시의 카나가와 현립 고등학교는 1월 7일 겨울방학 보충 수업을 하고 있었다. 그러나 그 때, 돌연 지진이 발생하고, 요동이 가라앉고 교사와 학생들 앞의 펼쳐진 것은…….
캐치프레이즈는 〈“미안하다는 말도, 고맙다는 말도, 사랑한다는 말도, 오늘 해. 내일이면 무슨 일이 일어날지 모르니까, 지금을 살아라!”〉

## 원작 만화와의 차이점
- 원작에서는 다이와 초등학교지만, 드라마에서는 고등학교로 설정되었다.
- 원작에서는 미래로 이동하는 인원이 863명이지만, 드라마에서는 1반으로 30명이다.
- 드라마에서는 원작에 없는 캐릭터가 다수 등장한다.
- 세키야 노리코는 원작은 남자, 가모 미도리도 역시 남자이다.
- 원작의 오오토모, 타카마츠의 주장으로 두 그룹으로 나뉘어 내부 싸움과 갈등이 있지만, 드라마는 없다.
- 원작에서는 주인공은 학생이지만, 드라마에서는 교사이다.
- 드라마에서는 원작에 등장하는 살인이 없고, 어떻게 살아남아 갈지를 강조한다.
- 드라마에서는 괴기 생물이나 괴기 현상이 발생한 것 자체에 초점을 맞추지 않았다.
- 이케가키 후미야 외의 사망자 없다.

## 등장 인물

### 타임슬립한 인물
- 아사미 야키오 (23세) - 쿠보즈카 요스케

수학교사. 2학년 C반의 담임. 학생들 사이에서 인기가 있다. 열정적인 교사. 마음이 여리고 세세한 것도 마음에 두는 성격.
- 미사키 유카 (28세) - 토키와 타카코

전 고교교사. 지금은 아버지의 꽃가게에서 일하고 있다. 마음이 곱고 거짓말을 할 줄 모르는 성격이지만 세세한 것까지 신경쓰지 않는 털털한 면도 있다.
- 오오토모 타다시 (17세) - 야마시타 토모히사

2학년 C반 학생. 머리가 좋으며 센스가 있고 쿨하다. 인기도 많다.
- 타카마츠 쇼 (17세) - 야마다 타카유키

2학년 C반 학생. 여자에게 둔하며 거짓말을 할 줄 모르는 순수한 학생.
- 세키야 노리코 (32세) - 나카지마 히로미

국어 교사. 명품족으로 빚까지 지며 명품을 산다. 제자인 오오토모에게 마음을 두고 있다. 혼자 살아 남기 위해 식량을 독점한다.
- 카와타 사키코 (17세) - 오오무라 아야코
- 이케가키 후미야 (17세) - 마츠모토 노부오
- 가모 미도리 (16세) - 스즈키 에미
- 야나세 슌스케 (18세) - 토리 노리히코
- 니시 아유미 (16세) - 마나카 아유
- 타카키 미유키 (17세) - 코이즈미 에미코
- 안도 치사토 (17세) - 이마에 치카
- 후카자와 사에 (16세) - 나가야 미사
- 니노미야 케이타 (17세) - 이치조 사토시
- 카네자와 마키 (17세) - 이시이 사토미
- 하타 케이지 (17세) - 스즈키 케이
- 안도 치사토 (17세) - 이마에 치카
- 타시로 히토시 (17세) - 우치노 켄타
- 히가시 토메코 (17세) - 타카기 마이코
- 마이오카 아즈사 (17세) - 카리나
- 아이카와 쿄코 (17세) - 코모리 사야카
- 이세하라 쇼시 (17세) - 나카시게 사토시
- 타시로 진 (17세) - 우치노 켄타
- 니노미야 케이타 (17세) - 이치조 사토시
- 에다 켄이치 (17세) - 오오사와 토모카즈
- 타츠미 히로토 (17세) - 후쿠시 세이지
- 오쿠보 아키히로 (16세) - 타나카 노부히코
- 사무카와 노리카 (16세) - 이치하라 하야토(중도 하차) → 타구치 히로코

- 오카즈 산조 (40세) - 모로 모로오카

학교 경비 직원. 학생들을 돌본다
- 와카하라 노부유키 (48세) - 나카마루 신쇼

영어 교사.
- 옵파마 유조 (35세) - 오바라 마사토

세계사 교사.
- 히라누마 츠요시 (38세) - 마스다 유키오

체육 교사.
- 츠루미 요시오 (41세) - 이토 마사유키

지리 교사.

### 현재에 있는 인물
- 후지사와 류타 (20세) - 츠마부키 사토시

유카의 제자. 문제아였지만 지금은 성실하게 초밥집에서 견습생. 유카와 한 약속을 마음에 두고 지키려한다.
- 미사키 시게오 (55세) - 오오스기 렌

유카의 아버지. 꽃집을 경영하고 있다. 유카가 사라져 절망하지만 포기하지 않고 딸을 찾는다.
- 나카자와 준코 (23세) - 이시바시 케이

리포터. 학교와 함께 가족을 잃은 사람들을 계속 취재한다.
- 이치노세 카오루 (17세) - 미즈카와 아사미

2학년 B반 학생. 쇼를 좋아한다. 그를 기다린다.
- 야마다 신이치 (17세) - 우치다 아사히

2학년 C반 학생. 쇼와 단짝 친구. 카오루를 좋아한다.
- 니이바 미즈호 (21세) - 후지이 카나

미사키가(家) 꽃집의 아르바이트.
- 노부 - 야마니시 아츠시
- 기자 - 미츠이 젠츄
- 레이코 - 스도 히로코
- 아냐세 키쿠에 - 사카이 마리
- 이치노세 미치코 - 타카하타 아츠코
- 야마다 키요미 - 반 미나코
- 오오토모 미에코 - 미야타 사나에

### 침입자들
- 약을 준 침입자 - 정용진 (Ryushin Tei)
- 바다를 탁하게 만든 침입자 - 아마노 히로아키

## 스태프
- 연출 : 미즈타 나리히데, 타케우치 히데키, 키무라 타츠아키, 카와무라 타이스케
- 프로듀서 : 야마구치 마사토시
- 각본 : 오오모리 미카
- 원작 : 우메즈 카즈오
- 촬영 : 이자와 아키오, 니시자와 타카히로, 호시야 켄지, 타케다 아츠시, 후지에다 나오토
- 편집 : 마츠오 히로시, 히라카와 마사하루
- 의상 : 아타미 리호, 미나카미 마키
- 조명 : 사사키 히로후미, 토미자와 야스노리, 니시카와 마사후미, 와타나베 히로후미, 나카하라 준이치, 나라 요시오, 무나카타 테츠마, 쿠스이 치나츠, 코바야시 아츠히로
- 음향효과 : 이토 아키라
- 미술 : 세키구치 야스유키
- 시각효과 : 타무라 노리유키
- 제작사 : 후지 TV

## 관련 음반

### 주제곡
- 야마시타 타츠로 - 〈LOVELAND, ISLAND〉 (2002년 1월 13일 발매)

### 오리지널 사운드 트랙
수록곡
1. 롱 러브 레터
2. Elation
3. Parthian Shot
4. Snog
5. Ep
6. Gravitational Collapse
7. Nature
8. Kick up
9. Dick&Jane
10. Dud
11. ANY
12. Mystery Tour
13. Ice Berg
14. Cembalist
15. Melt in The Mouth
16. LOVELAND,ISLAND(instrumental version)
17. Here Goes
18. Invoke
19. Ant Lion
20. Blow
21. End Title

## 방송일 및 부제·시청률
| 각 화                                     | 방송일          | 원어                         | 풀이                                     | 시청률 |
| ----------------------------------------- | --------------- | ---------------------------- | ---------------------------------------- | ------ |
| 제1화                                     | 2002년 1월 9일  | 恋人は!?沈む船・永遠の別れ   | 연인은!?가라앉는 배·영원의 이별          | 17.2%  |
| 제2화                                     | 2002년 1월 16일 | 2人の約束は?学校が消えた!    | 2명의 약속은?학교가 사라졌다!            | 17.2%  |
| 제3화                                     | 2002년 1월 23일 | 死にゆく恋人に届け!この想い  | 죽어 가는 연인에게 닿아라!이 마음        | 17.1%  |
| 제4화                                     | 2002년 1월 30일 | 月の砂漠!2人だけの初デート   | 달의 사막!2명만의 첫 데이트              | 15.3%  |
| 제5화                                     | 2002년 2월 6일  | 非常事態とあまりに突然のキス | 비상사태와 너무나도 갑작스런 키스        | 16.0%  |
| 제6화                                     | 2002년 2월 13일 | 薬がない!!愛する人に涙のキス | 약이 없다!!사랑하는 사람에게 눈물의 키스 | 15.9%  |
| 제7화                                     | 2002년 2월 20일 | もっと普通の恋愛ドラマ       | 좀 더 보통의 연애 드라마                 | 16.2%  |
| 제8화                                     | 2002년 2월 27일 | 帰れ!もとの世界へ            | 돌아가라!원래의 세계에                   | 14.2%  |
| 제9화                                     | 2002년 3월 6일  | 9抱きしめてもいいですか?     | 껴안아도 괜찮을까요?                     | 16.2%  |
| 제10화                                    | 2002년 3월 13일 | 最後の食事…やっと会えた!     | 마지막 식사…겨우 만났다!                 | 16.5%  |
| 최종화                                    | 2002년 3월 20일 | ハッピー・エンド             | 해피 엔드                                | 17.9%  |
| 평균 시청률: 16.9%                        |                 |                              |                                          |        |
| (시청률은 간토 지방·비디오 리서치사 조사) |                 |                              |                                          |        |